# Clyde Stubblefield

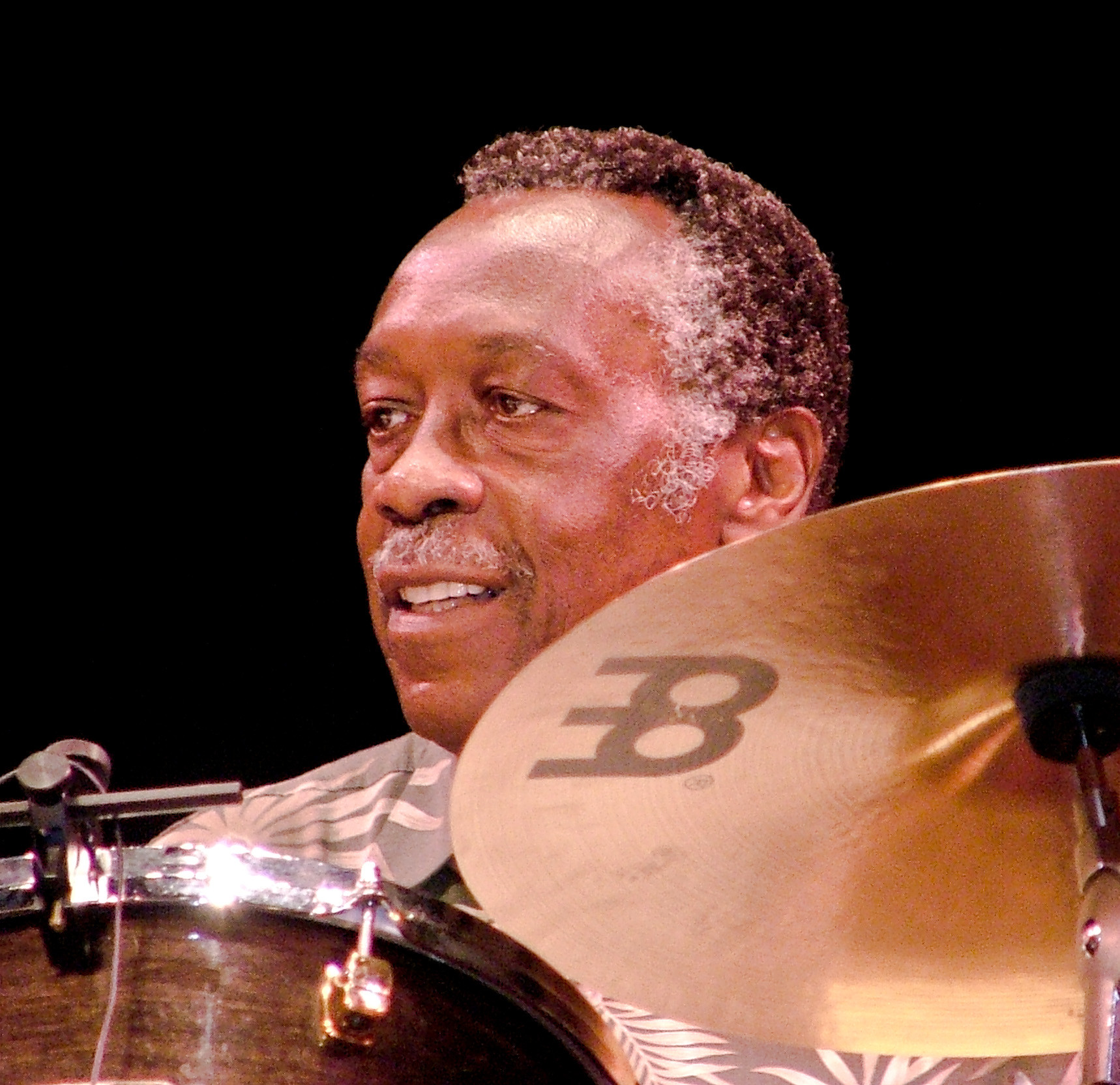
Stubblefield in 2005

Clyde Stubblefield (Chattanooga, 18 april 1943 – Madison, 18 februari 2017) was een Amerikaanse drummer in het funkgenre. Zijn status van de meest gesampelde drummer uit de muziekgeschiedenis dankt hij aan een solo van twintig seconden in James Browns single Funky drummer uit 1970, die is gesampeld op meer dan duizend nummers van artiesten die uiteenlopen van Public Enemy tot Ed Sheeran. 

## Loopbaan
Stubblefield begon zijn loopbaan als sessiemuzikant en tourde onder meer in de band van Otis Redding, voordat hij in 1965 tot de band van James Brown toetrad, waarvan hij deel uitmaakte tot 1971. Stubblefield was de drummer op klassieke nummers van James Brown als Cold sweat, Ain't it funky now en I got the feelin. Bij James Brown drumde hij vaak samen met John 'Jabo' Starks. Ook bassist Bootsy Collins maakte in enkele van deze jaren deel uit van de band.
Op de in 2019 door het tijdschrift Rolling Stone gepubliceerde ranglijst van 100 beste drummers in de geschiedenis van de popmuziek kreeg Subblefield samen met John "Jabo" Starks een gedeelde 6e plaats toegekend.

## Samples vanFunky drummer
Stubblefield is niet officieel aangemerkt als de songschrijver van zijn solo op Funky drummer, zodat hij weinig aan de samples verdiende. De solo is op talloze hiphoptracks gesampeld, waaronder door Public Enemy (Fight the power, Bring the noise en Rebel without a pause), Dr. Dre (Let me ride) en LL Cool J (Mama said knock you out). Daarnaast hebben ook popartiesten als Ed Sheeran (Shirtsleeves) en George Michael (Freedom '90) het loopje gebruikt.

## Prince
In 2002 werd een nier bij hem verwijderd en in zijn laatste tien jaar had hij voortdurend medische behandeling nodig. Na het overlijden van Prince onthulde Stubblefield dat die al zijn rekeningen had betaald omdat hij een van de idolen van Prince was.

## Overlijden
Stubblefield overleed in februari 2017 op 73-jarige leeftijd aan de gevolgen van een nieraandoening. 
- Bibliothèque nationale de France: cb14230558c (data)
- Gemeinsame Normdatei: 120281476X
- International Standard Name Identifier: 0000 0004 0680 1968
- Library of Congress Control Number: no2012019768
- MusicBrainz: be9c1edb-d6a7-4d3c-9647-a4eabb8fa199
- Système universitaire de documentation: 198741421
- Virtual International Authority File: 231953563
- WorldCat: E39PBJh4wW8DqMxCF9xK34hWDq

1. ↑  100 Greatest Drummers of All Time - From rock thunder machines to punk powerhouses, we count down the kings and queens of slam. Gearchiveerd op 4 april 2023.